# جاسلین براندو
جاسلین براندو (انگلیسی: Jocelyn Brando؛ ۱۸ نوامبر ۱۹۱۹ – ۲۷ نوامبر ۲۰۰۵) یک هنرپیشه، و شاعر اهل ایالات متحده آمریکا بود. وی بین سال‌های ۱۹۴۸ تا ۱۹۸۳ میلادی فعالیت می‌کرد.
از فیلم‌های او می‌توان به تعقیب بزرگ و مامان جون اشاره نمود.